# Crocallis fasciata
Crocallis fasciata är en fjärilsart som beskrevs av Gillmer 1908. Crocallis fasciata ingår i släktet Crocallis och familjen mätare. Inga underarter finns listade i Catalogue of Life.